# Mirjana Ognjenović
Mirjana Ognjenović (Zagreb, 17 de septiembre de 1953) es una exjugadora de balonmano yugoslava de origen croata, que formó parte de la selección femenina de balonmano de Yugoslavia y obtuvo medalla de plata en Moscú 1980 y de oro en Los Ángeles 1984.

## Trayectoria

### Clubes
Comenzó su carrera, con 15 años, en el Lokomotiva de Zagreb, principalmente RK Trešnjevka y luego RK Lokomotiva, compitiendo a nivel nacional en Yugoslavia durante los años 70 y 80. Fichó por el Cassano Magnano de Italia dónde estuvo 3 temporadas y ganó 3 ligas. Tras jugar en los clubes italianos Borgo San Lorenzo y Umbria, Ognjenović regresó al ŽRK Trešnjevka Zagreb, dónde terminó su carrera, con 41 años. En su primer partido con el conjunto romano marcó 16 goles en la victoria por 18-16 ante el campeón de Milán.

### Selección
Con la selección femenina de Yugoslavia participó en los Juegos Olímpicos de Moscú 1980, donde ganó la medalla de plata tras jugar cinco partidos y anotar 11 goles, y en Los Ángeles 1984, donde obtuvo la medalla de oro jugando cuatro partidos e incluyendo la final, con 10 goles marcados.
Además fue medalla de bronce en el Campeonato Mundial de Hungria en el 82 y medalla de oro en los Juegos del Mediterráneo de 1979.
Se calcula que marcó unos 400 goles como internacional.
También participó con la selección italiana, con el jugó en 30 ocasiones, marcando 150 goles.

## Premios y títulos

### Con la selección
- 1 medalla de plata × Juegos Olímpicos de verano (1980)
- 1 medalla de oro × Juegos Olímpicos de verano (1984)

### De clubes
- Copa de la IHF (1982)
- 3 x Liga de Italia.

### Individuales
- Mejor balonmanista croata (1982).[3]

## Vida
Cambió su nombre de soltera, Mirjana Cecchini, por el de Mirjana Ognjenović.